# IF Attila
IF Attila, eller Attila Rugby Gäng som föreningen egentligen heter, är Sveriges äldsta existerande rugbyklubb, och grundades 1949.
Klubben hade länge sin klubblokal och verksamhet på Södermalm i Stockholm, numera huserar man på Bromma sportfält och med klubblokal i Bromma på Tackjärnsvägen 2 i Bromma och samarbetar med både Bromma Golf. Klubben har ett herrlag och en ungdomssektion. Från och med 2011 har man dessutom ett 7-mannalag med mål att nå finalen under "SM-veckan". Herrarna spelar 2011 i "SM-serien", den högsta serien för rugby i Sverige.
Klubbens märke är en bister bulldogg och klubbens färger är mörkblått och rött.

## Meriter
SM Guld
Herrar XV (15-manna) 1957, 1958, 1961 samt 1968
SM Silver
Damer XV 2004